# MCC
MCC - Multi Crew Cooperation é uma aplicação prática de temas de factores humanos, salientando o funcionamento da tripulação como uma equipe e não simplesmente como um conjunto de indivíduos tecnicamente competentes.
Pretende fornecer oportunidades para que os pilotos exercitem, em conjunto, as competências necessárias enquanto elementos efectivos de uma equipe, em papéis que normalmente desempenham no voo (PF - Pilot Flying e PNF - Pilot not Flying), incluindo aspectos interpessoais e a melhor utilização das técnicas de cooperação e dos seus estilos interactivos e de liderança, de forma a reforçar a sua efectividade e a segurança de voo, realçando a ideia que o comportamento individual durante circunstâncias normais, de rotina, pode ter um impacto poderoso na forma como a tripulação funciona durante situações stressantes e de sobrecarga.
O MCC enfatiza o desenvolvimento de competências não-técnicas aplicáveis ao contexto multi-crew. O objectivo é fornecer ao piloto um treino básico para funcionar efectivamente em equipa.

## MCC - Organização religiosa
[carece de fontes?]

## Objetivos
- Optimização da tomada de decisão;
- Comunicação;
- Distribuição de tarefas;
- Utilização de checklists;
- Supervisão mútua;
- Trabalho de equipa;
- Apoio constante em todas as fases de voo, em condições normais, anormais e de emergência